# گایزنکالنس
گایزنکالنس (به لاتین: Gaiziņkalns) یک تپه در لتونی است که در شهرداری مادونا واقع شده‌است. گایزنکالنس ۳۱۲ متر بالاتر از سطح دریا واقع شده‌است.